# Dynoides daguilarensis
Dynoides daguilarensis là một loài chân đều trong họ Sphaeromatidae. Loài này được Li miêu tả khoa học năm 2000.